# Jan Foryś
Jan Foryś (ur. 19 sierpnia 1898 w Brzostku, zm. 7 czerwca 1973) – major piechoty Wojska Polskiego, kawaler Orderu Virtuti Militari.

## Życiorys
Urodził się 19 sierpnia 1898 r. w Brzostku, w rodzinie Józefa (1850–1925) i Anny z domu Samborskiej .
Do Wojska Polskiego został przyjęty z byłej armii austro-węgierskiej z zatwierdzeniem posiadanego stopnia podporucznika.
W czasie wojny z bolszewikami walczył w szeregach 4 Pułku Strzelców Podhalańskich. Po zakończeniu działań wojennych kontynuował służbę wojskową w tym pułku, który stacjonował w Cieszynie. W 1928 był przydzielony do Baonu Podchorążych Rezerwy Piechoty w Krakowie.
Na stopień majora został mianowany ze starszeństwem z 19 marca 1937 i 80. lokatą w korpusie oficerów piechoty.
Do sierpnia 1939 pełnił służbę w 71 Pułku Piechoty w Zambrowie na stanowisku II zastępcy dowódcy pułku (kwatermistrza).
21 września 1939 dostał się do niemieckiej niewoli. Przebywał w Oflagach II A Prenzlau, IV C Neubrandenburg i II E. Adres rodziny: Emilia Foryś, Zawadka .
Zmarł 7 czerwca 1973, został pochowany na cmentarzu przy parafii pw. Najświętszej Marii Panny w Katowicach.

## Ordery i odznaczenia
- Krzyż Srebrny Orderu Wojskowego Virtuti Militari (17 maja 1921)[13][14]
- Srebrny Krzyż Zasługi (19 marca 1937)[15][9]
- Medal Pamiątkowy za Wojnę 1918–1921[12][16]
- Medal Dziesięciolecia Odzyskanej Niepodległości[12][16]
- Złoty Krzyż Zasługi[12][16]